# Diaclase

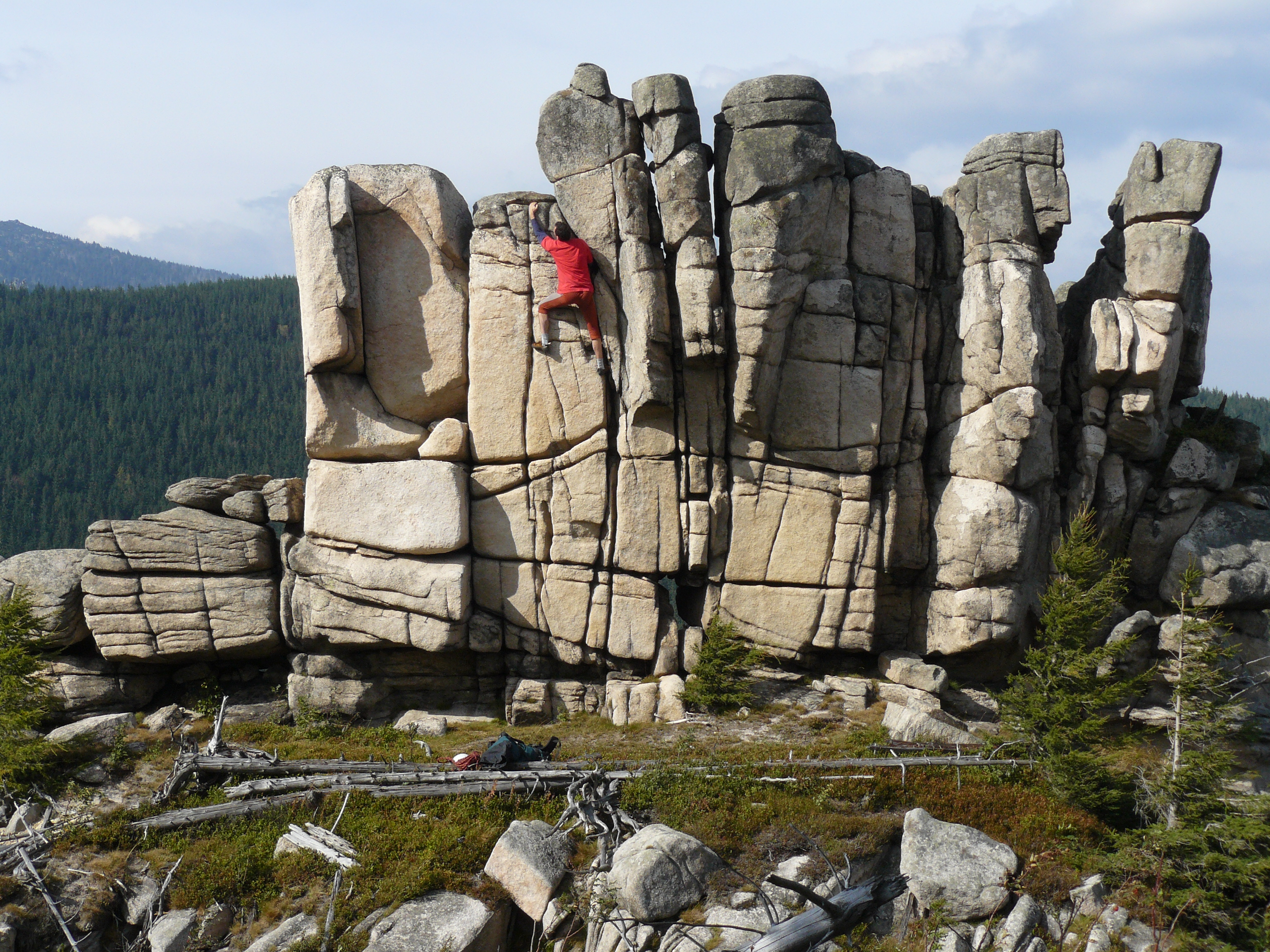
Afloramento granítico com diaclases (Ptasie Skały, nas Montanhas dos Gigantes, Polónia).

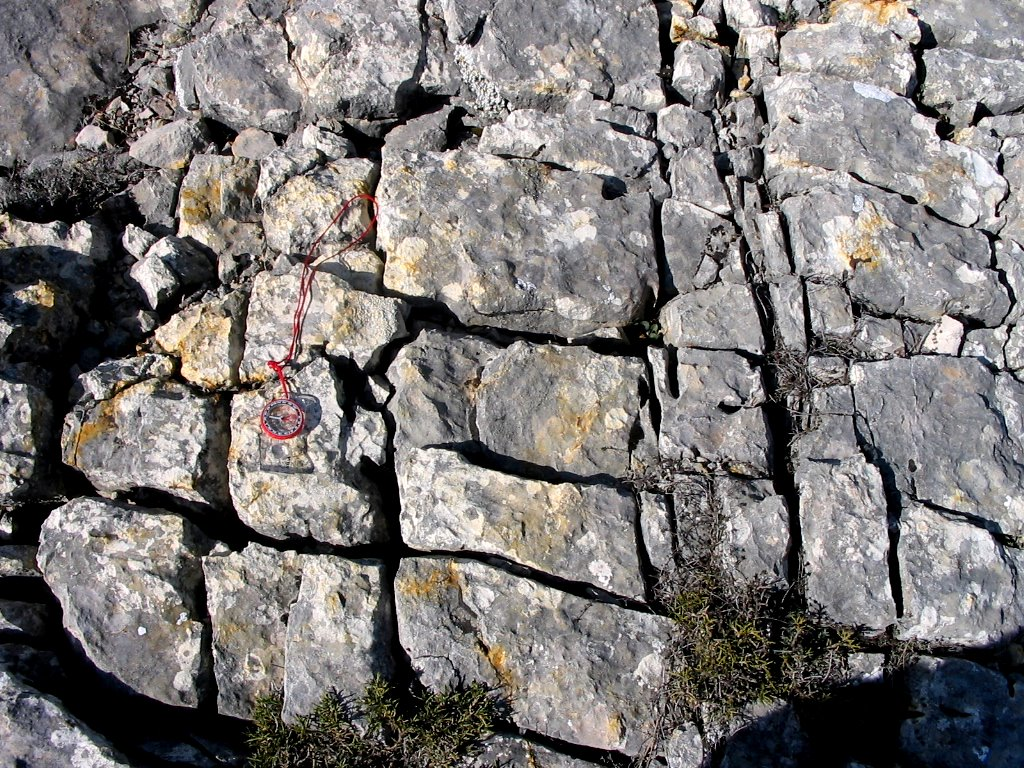
Sistema de duas famílias de diaclases conjugadas. Cretácico de Cuenca, Espanha (Fm.] Dolomitas de Villa de Vés). Foto perpendicular ao plano de estratificação.

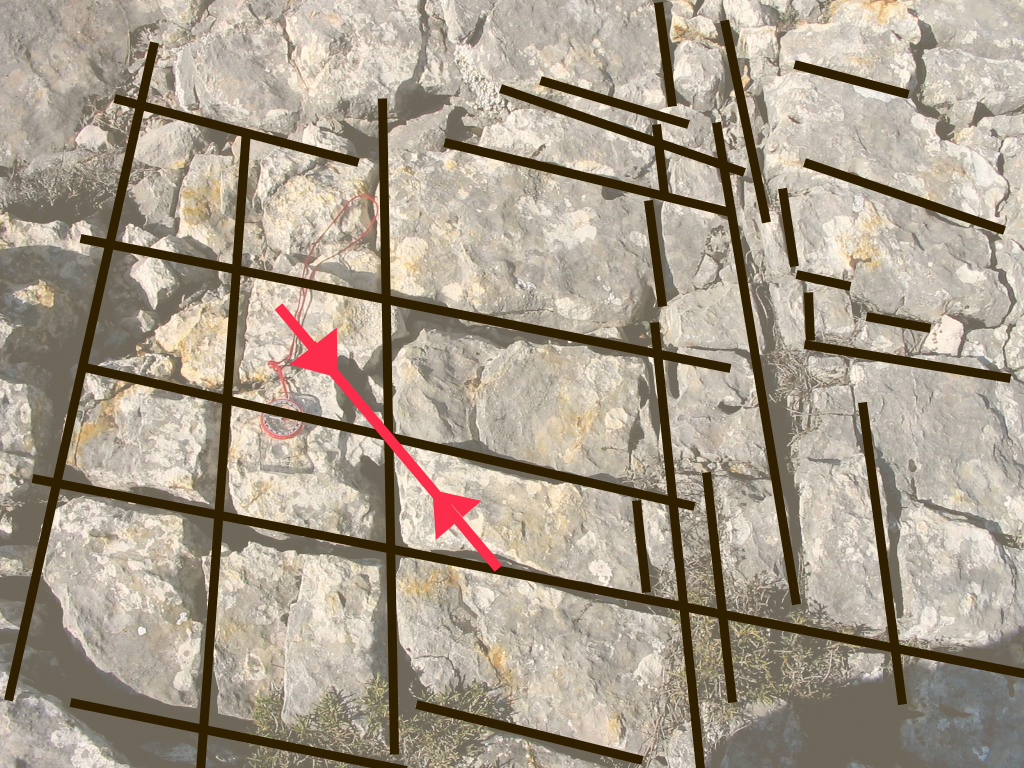
Diagrama que destaca as duas famílias de diaclases. A linha vermelha indica a direção da compressão (bissetriz do ângulo agudo).

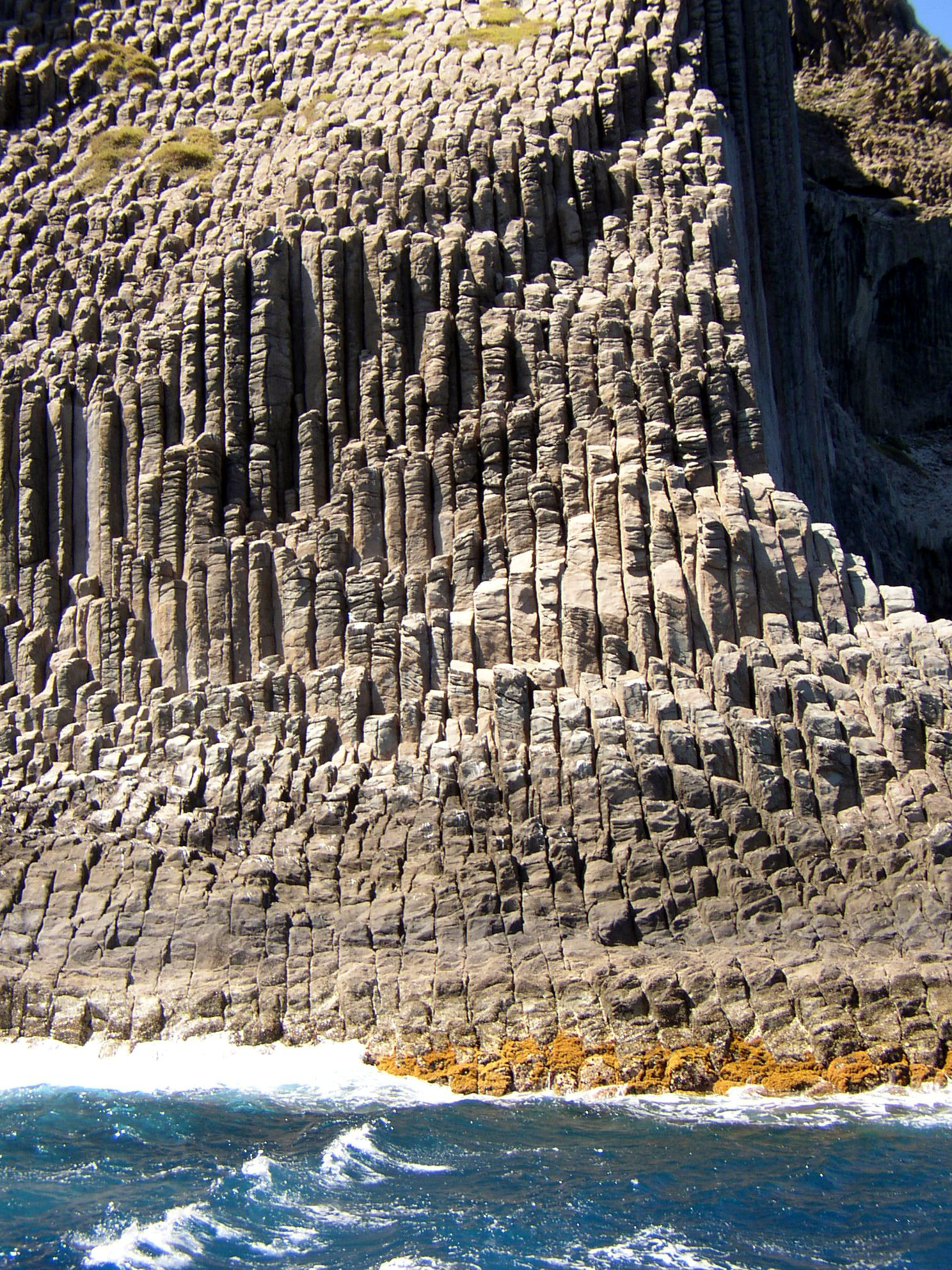
Monumento natural Los Órganos, na ilha La Gomera, onde a colunata é o resultado da disjunção colunar no basalto, um tipo de diaclase produzida por arrefecimento.

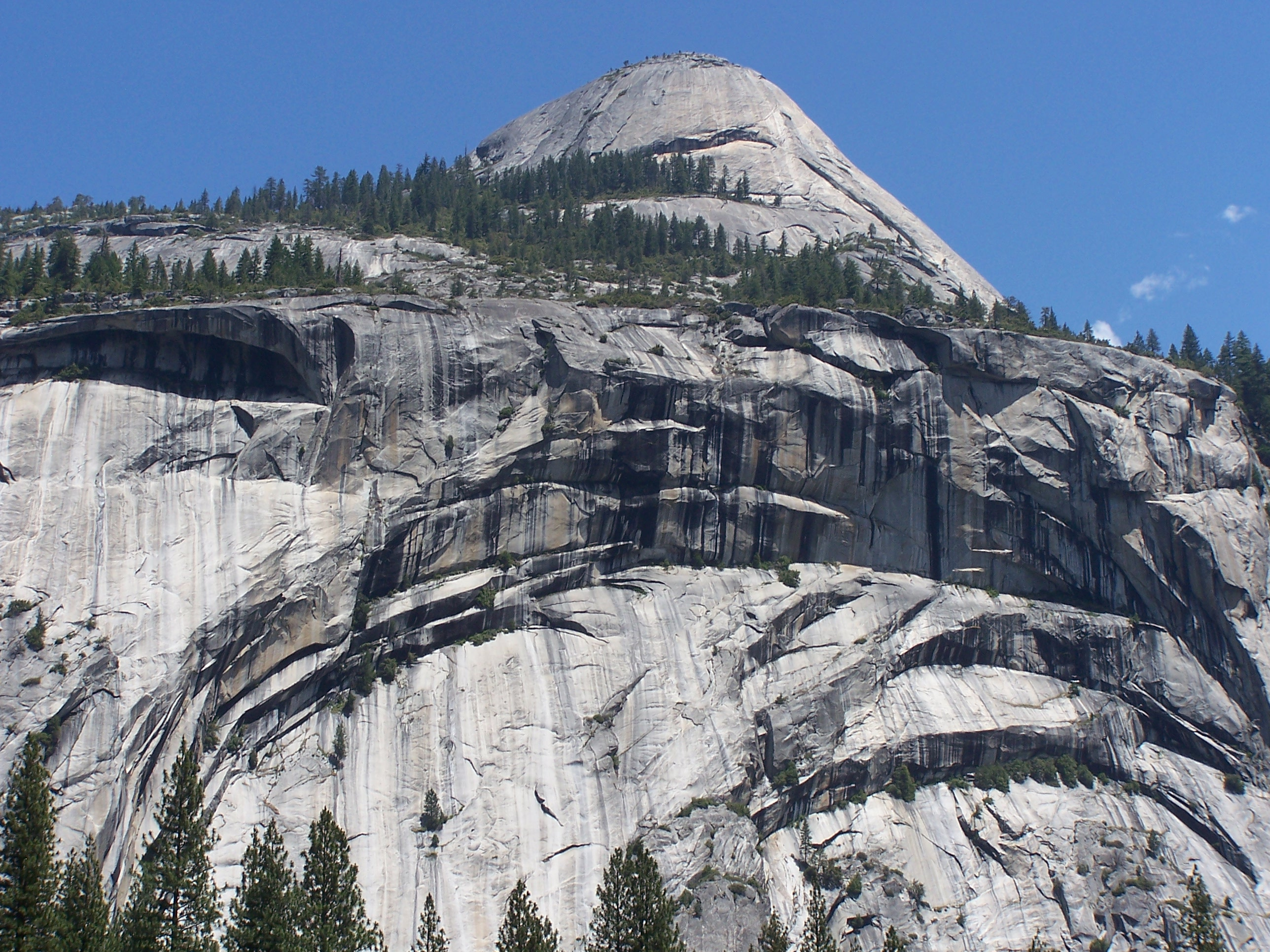
Clivagem descompressional curva num plutão granítico exumado.

Diaclase (do grego "διά" dia, através; e klasis, quebra), também junta, fissura ou superfície de fissuração, é um tipo de fraturação que ocorre naturalmente nas rochas, dividindo-as em blocos, sem que haja deslocamento relativo dos blocos, ou o deslocamento seja diminuto. As diaclases não têm, normalmente, enchimentos minerais. A maioria das diclases reflecte um pequeno movimento de tectónica extensional, mas muitas são formadas por causas não-tectónicas, nomeadamente a despressurização (especialmente nos plutonitos), as tensões compressivas (por exemplo, sobrecarga devido a fornecimento de sedimentos ou a um impacto de meteorito) e os processos diagenéticos ou de arrefecimento (contração) das rochas.
Embora alguns autores façam a distinção entre «diaclase» e «junta», sendo que este último termo nessa acepção refere apenas a fissuração devida ao arrefecimento, nas rochas magmáticas é difícil distinguir as juntas (devidas ao arrefecimento) das diaclases (devidas a outras tensões), pelo que os termos são em geral utilizados indistintamente. As diaclases e juntas não devem ser confundidas com falhas, fraturas ao longo das quais ocorreu movimento relativo mensurável entre os blocos.

## Descrição
Todas as rochas desde a sua formação estiveram, e estão, submetidas a esforços de compressão, tracção e torção que deram origem ao conjunto de fracturas designadas por diaclases ou fissuras. Desenvolvem-se sobretudo nas rochas duras, intersectando-se em diversas direcções, sendo algumas principais, originando uma rede de fracturas que facilita a separação da rocha em blocos e, portanto, a sua desagregação. As falhas diferem das diaclases na medida em que apresentam um movimento facilemente  mensurável entre os dois lados da fractura.
As diaclases estão frequentemente relacionadas com a geometria dos maciços rochosos onde ocorrem, bem como com a história tectónica e de tensão mecânica a que a massa rochosa foi submetida. Nalguns casos, notou-se que as diaclases estão relacionadas com dobras, com diaclases tanto paralelas como oblíquas ao plano axial de dobragem.
A tipologia e direção das fissuras é um importante objeto de investigação em geologia estrutural e geofísica. A frequência direcional das diaclases pode ser representada graficamente num diagrama de roseta com as direções das fraturas, conhecido por rosa de fissuração. A direção das fissuras corresponde geralmente ao eixo da tensão de compressão na região e, em áreas tectonicamente activas, a sua orientação aponta muitas vezes para as áreas hipocentrais dos grandes sismos.

### Características das diaclases
A orientação de uma diaclase, tal como outras estruturas geológicas, é descrita por dois parâmetros: 
- Direção — ângulo formado por uma linha horizontal contida no plano da diaclase com o eixo norte-sul.
- Mergulho — ângulo formado pela diaclase e um plano horizontal imaginário.

As diaclases são comumente representadas geometricamente como planos. A abertura de uma fissura, ou seja, o espaço entre as duas paredes, varia entre menos de um milímetro e vários metros de largura. À escala microscópica, as diaclases são designadas por microfissuras. As fissuras maiores, que se estendem por uma distância maior, são designadas por fissuras principais.
Para distinguir entre diaclases compressionais e extensionais, é necessário estudar os eixos principais de deformação local ou regional, uma vez que as próprias diaclases não fornecem informações suficientes (estrias ou deslocamentos). No caso das diaclases extensionais, a direção da família mais visível é geralmente perpendicular à direção da extensão e, nas diaclases compressionais, a direção da bissetriz do ângulo agudo da intersecção das diaclases.

### Conjuntos e sistemas de diaclases
Embora as diaclases possam ocorrer individualmente, na maioria das vezes ocorrem como conjuntos de diaclases e sistemas de diaclases em associação com falhas e dobras. 
Um conjunto de diaclases, ou conjuntos de fissuras, é uma família de diaclases quase paralelas, uniformemente espaçadas, que podem ser identificadas através do mapeamento e análise das suas orientações, espaçamentos e propriedades físicas. Fissuras e conjuntos de fissuras de orientação diferente, mas com uma história comum de formação, formam um sistema de fissuras ou sistema de diaclases (joint system), constituído por dois ou mais conjuntos de diaclases que se intersectam.. Independentemente da sua origem, todas as fissuras que ocorrem numa determinada área são designadas por rede de fissuras, assumindo-se que as diaclases de um determinado conjunto partilham uma origem comum.
Os sistemas de diaclases mais simples são:
- Sistema de diaclases paralelas — todas as diaclases têm a mesma direção e a mesma inclinação;
- Sistema de diaclases cortantes — as diaclases têm direcções e inclinações diferentes e, por isso, cortam-se em determinados pontos. O caso mais comum é o das famílias de diaclases conjugadas, com duas ou três direcções predominantes de diaclases, produzidas pelo mesmo fenómeno tectónico de distensão ou compressão;

A sobreposição de dois ou mais conjuntos de diaclases dá frequentemente às rochas um aspeto de formação em blocos ou fragmentada.

## Mecanismos
A formação de diaclases deve-se a uma variedade de causas, incluindo forças direccionadas, tais como falhas ou dobras do terreno. Uma das causas mais comuns de formação de diaclases é a diminuição do volume do material (aumento da densidade), que por sua vez pode ser causada por uma variedade de razões:
- Desidratação — ocorre em sedimentos deixados ao ar após terem sido submersos;
- Arrefecimento — como no caso das colunatas basálticas formadas por escoadas lávicas basálticas que, após a solidificação da lava, por arrefecimento posterior, se dividem em colunas prismáticas (disjunção colunar). A Rocha dos Bordões, na ilha das Flores (Açores), a Giant's Causeway, na Irlanda, ou Los Órganos, em La Gomera (Canárias), são alguns dos muitos exemplos conhecidos;
- Recristalização — passagem do tempo favorece, nos materiais geológicos, um rearranjo das moléculas que, no seu conjunto, aumenta a extensão das redes cristalinas, aumentando a densidade do material, o que é compensado, como nos casos anteriores, pela formação de fissuras;
- Descompressão — causa importante de diaclasamento, como a que afecta um plutão granítico que a erosão expõe. É assim que se originam as formações que no centro de Espanha se denominam berruecos ou berrocales.

As diaclases de esfoliação são formadas pela despressurização da rocha perto de uma superfície livre, tendendo a ser paralelas a essa superfície. Nas rochas sedimentares, tendem a ser paralelas à estratificação. As diaclases de esfoliação podem formar-se em rochas em profundidade quando estas perdem a sua camada de cobertura durante a exumação da rocha. Estas diaclases têm um desenvolvimento notório em rochas rochas ígneas maciças, por exemplo em inselbergs.
Algumas diaclases (ou juntas) são formadas pelo arrefecimento da rocha, por exemplo, as conhecidas como disjunção colunar.

## Diaclases em pormenor
Embora geralmente representadas como planos, todas as clivagens têm alguma espessura, o que lhes confere volume, a escala em que essa espessura e volume são evidentes é variável. Clivagens que são tão finas que só são visíveis em lâmina fina são conhecidas como microclivagens.
As diaclases podem conter veios. Outras contêm vestígios de preenchimento mineral porque tiveram preenchimento no passado e depois perderam-no..
Algumas juntas têm superfícies com um relevo que lembra uma pena, estas são chamadas de estruturas emplumadas.
Em regra, não há deslocação das rochas separadas pela superfície das fissuras. No entanto, se ocorrerem grandes movimentos ao longo das fissuras, estas transformam-se em falhas. Quando as fissuras se abrem lateralmente, sem movimento relativo dos blocos mensurável, transformam-se em fendas.
O geofísico Adrian Scheidegger é considerado um importante especialista em tectónica de fissuras. A sua investigação sobre a geomorfologia das paisagens alpinas e sobre a estatística e a geodinâmica das fissuras regionais fornece fortes indicações sobre a forma como os principais eixos de tensão geológica e as direcções de movimento se reflectem na crosta continental. Nos casos em que as direcções das fracturas locais não coincidem com as direcções continentais, correspondem frequentemente a fases tectónicas mais antigas (por exemplo, o Varisco), que podem assim ser localizadas muito tempo depois de terem diminuído. Por exemplo, a falha de Diendorf a norte de Wachau (Baixa Áustria) mostra uma ligação clara com a deslocação do leito do Danúbio, cujo vale foi deslocado cerca de 30 quilómetros para nordeste devido a uma grande falha de deslizamento.
Quando uma fissura é aberta, a circulação de água subterrânea ou hidrotermal pode provocar a deposição de minerais ao longo das superfícies da fissura. As mineralizações características são formadas por quartzo, que ocorre em diferentes variedades, bem como outros silicatos, como o epidoto ou clorite, vários carbonatos e alguns minerais de minério. Nas rochas solúveis em água, como o calcário, o gesso e alguns arenitos calcários, as fissuras podem alargar-se devido à dissolução progressiva da rocha circundante, conduzindo assim à formação de grutas cársicas.
As fissuras maiores, preenchidas com rocha e minerais, são designadas por veios ou, no caso de maior teor de minério metálico, por depósitos de veios. Se o enchimento da fissura for mais resistente à meteorização do que a rocha circundante, as redes de fissuras podem ser transformadas em saliências positivas.
Na Lua, as fissuras podem atingir dimensões maiores porque não se fecham por erosão ou tectónica. São sinais de tensões fósseis na crosta lunar e são classificadas pelos astrónomos nos grupos de formas de rupes (degraus de terreno) e rimae (sulcos).

## Galeria

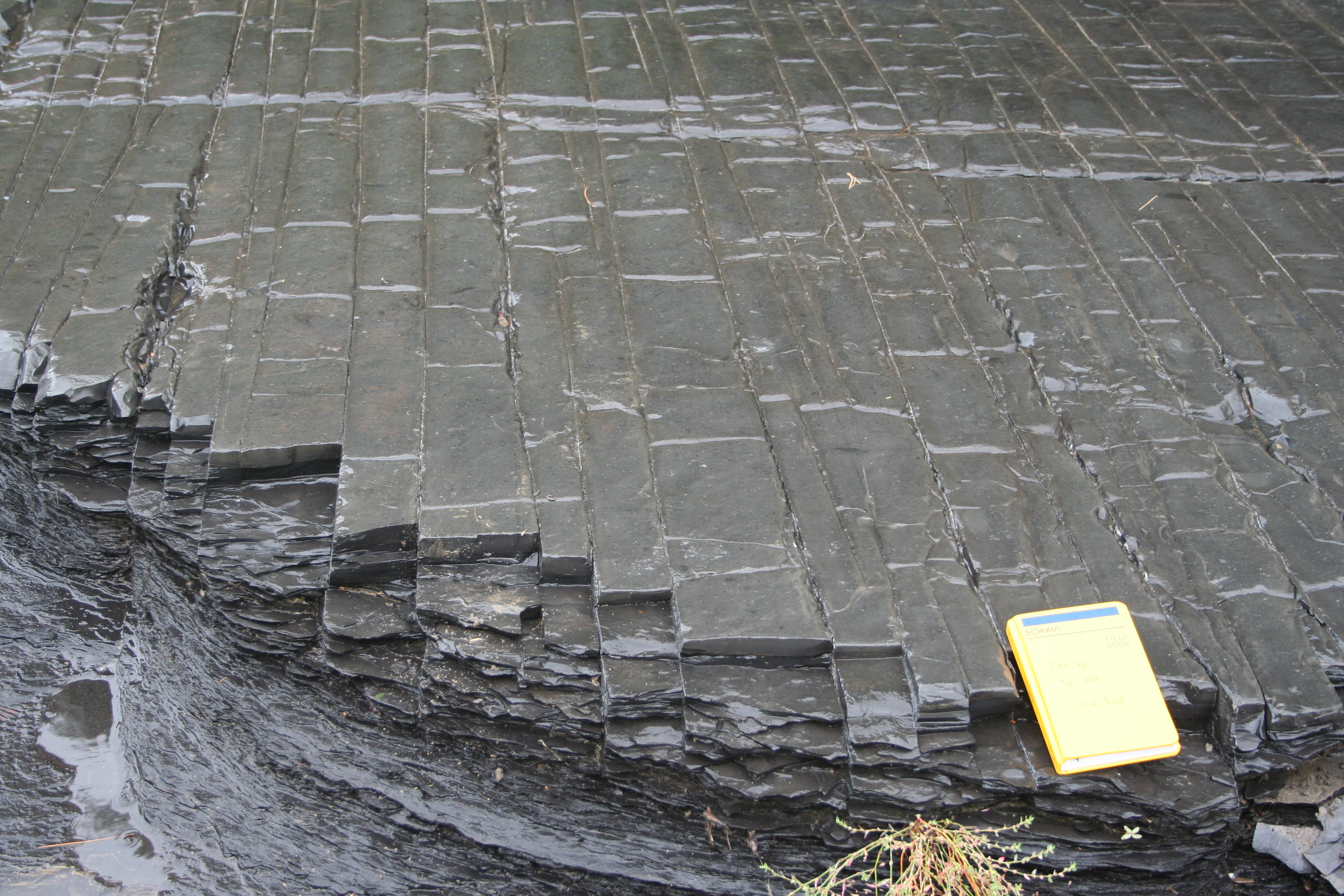
Fraturação em ângulo reto em siltito e xisto preto do Ordoviciano (Utica Shale) perto de Fort Plain no Estado de Nova Iorque.
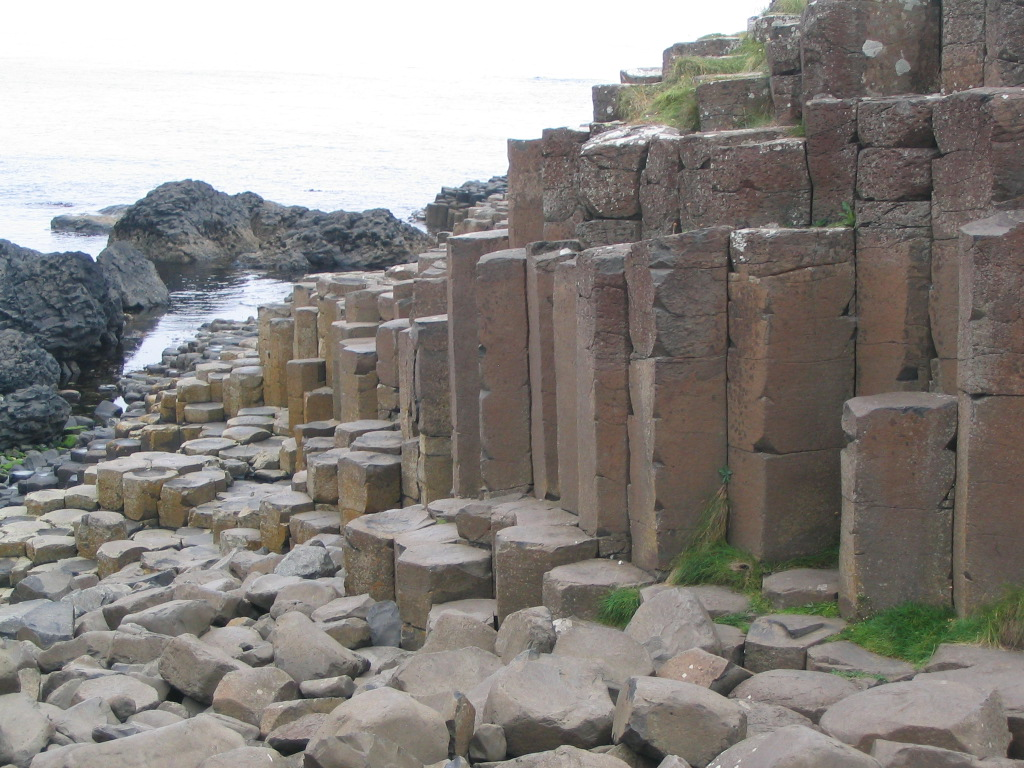
Fissura colunar nos basaltos da Calçada dos Gigantes, na Irlanda, formada por contração térmica.
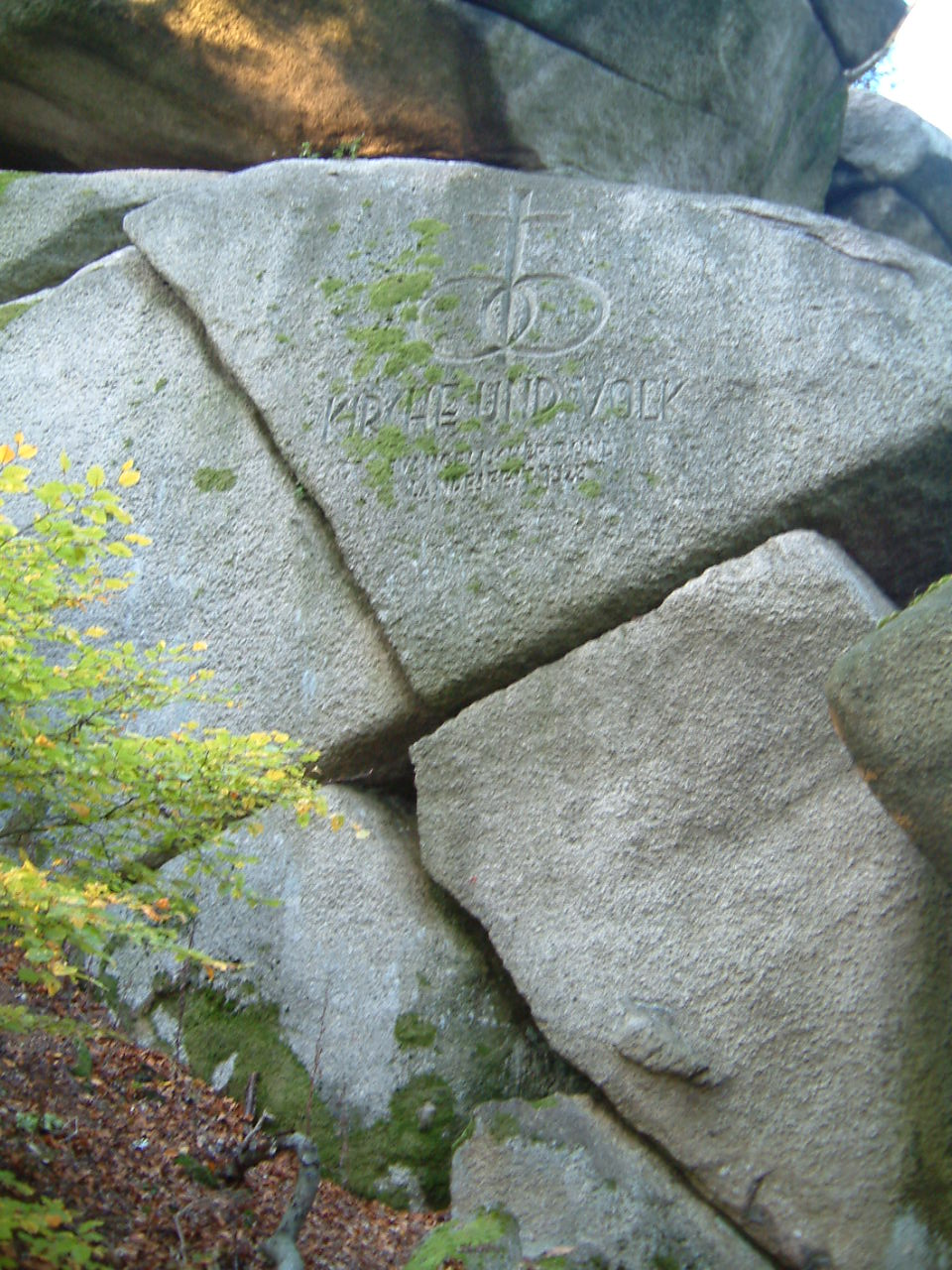
Sistema de fissuração ortogonal em granito Kösseine.
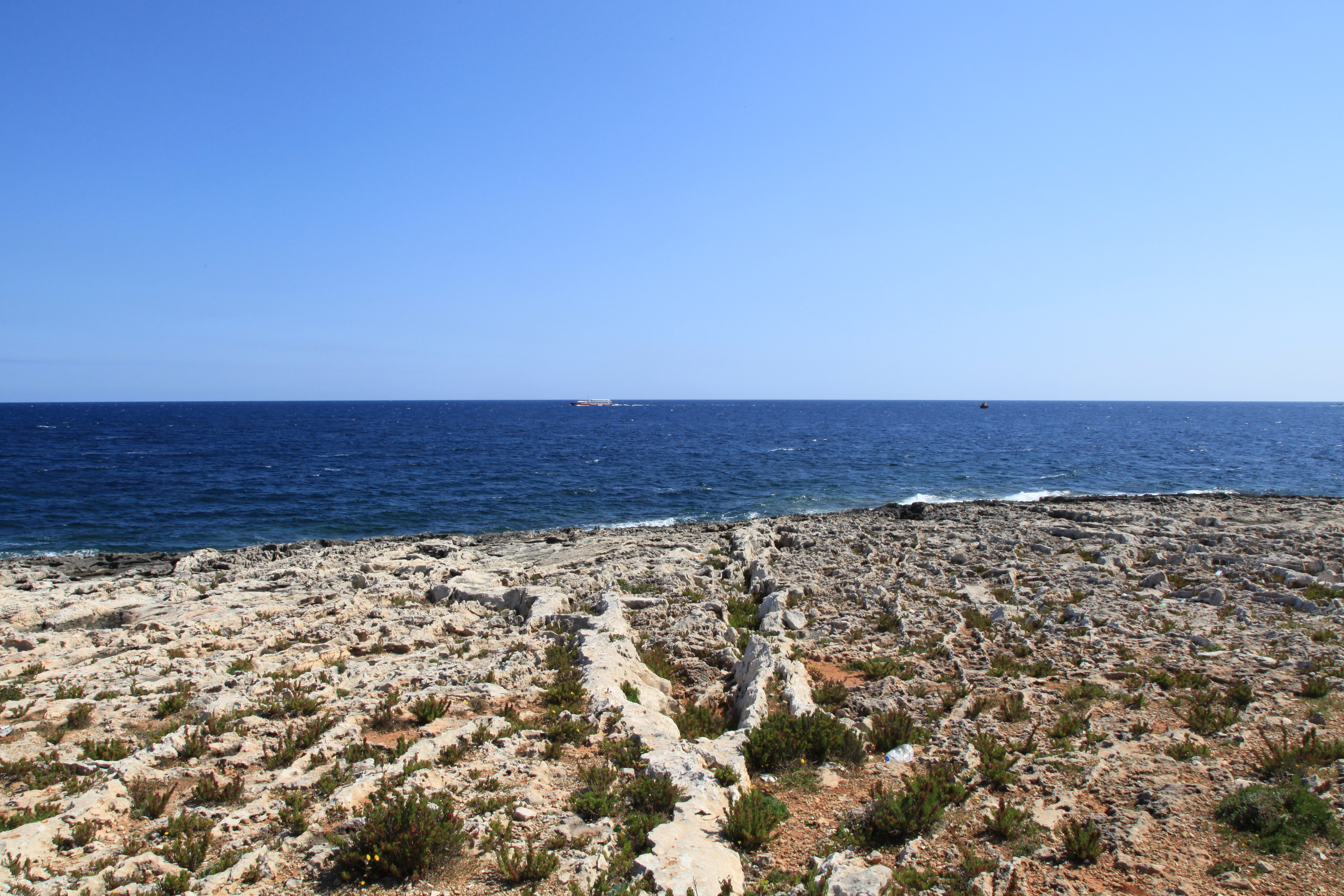
Rede de fissuras positivamente desgastada em Naxxar, Malta.